# Ponte de Caracaraí
A Ponte de Caracaraí (oficialmente Ponte José Vieira de Sales Guerra) atravessa o rio Branco no estado brasileiro de Roraima próximo à cidade de Caracaraí. 
Sua construção deu-se com vão central mais elevado para viabilizar o uso da hidrovia do rio Branco e do porto de Caracaraí.

## História
Inaugurada em outubro de 2000, no segundo governo de Neudo Campos, teve o nome definido pela Lei nº 12.071, de 29 de outubro de 2009, sancionada pelo então Vice-Presidente da República José Alencar Gomes da Silva. Antes de sua construção o tráfego local era feito por balsas.
Atualmente tem sido levantada pela imprensa roraimense a hipótese de um defeito estrutural na ponte: há um hiato entre os dois segmentos que compõem o vão, chegando aos 40 centímetros em 2010.

## Estrutura
Num contexto micro, liga a sede municipal de Caracaraí à vila de Vista Alegre, cada uma numa cabeceira da ponte. Num nível macro, a obra representa um elemento fundamental na Ligação das Américas (BR-174), unindo o Brasil à Venezuela e ao Caribe.
Representando a BR-174 e a BR-210 (que encontram-se sobrepostas neste trecho), permite o livre trânsito de veículos entre Manaus e Boa Vista através de seus 700 metros de extensão.
A ponte foi erguida em 700 metros em vigas pré-moldadas, com vãos independentes uns dos outros. Assim, são fisicamente contínuos, embora estruturalmente isolados. O centro da ponte é formado por três vãos contínuos, atendendo exigência da Marinha do Brasil para atividades de navegação fluvial. Por questões de custo, foi implantada numa estreita porção do rio Branco.